# Parkerville
Parkerville är en del av en befolkad plats i Australien. Den ligger i kommunen Mundaring och delstaten Western Australia, omkring 28 kilometer öster om delstatshuvudstaden Perth. Antalet invånare är 2 071.
Närmaste större samhälle är Swan View, nära Parkerville.
I omgivningarna runt Parkerville växer huvudsakligen savannskog. Runt Parkerville är det ganska tätbefolkat, med 75 invånare per kvadratkilometer. Genomsnittlig årsnederbörd är 763 millimeter. Den regnigaste månaden är juli, med i genomsnitt 131 mm nederbörd, och den torraste är december, med 14 mm nederbörd.